# Lądowisko

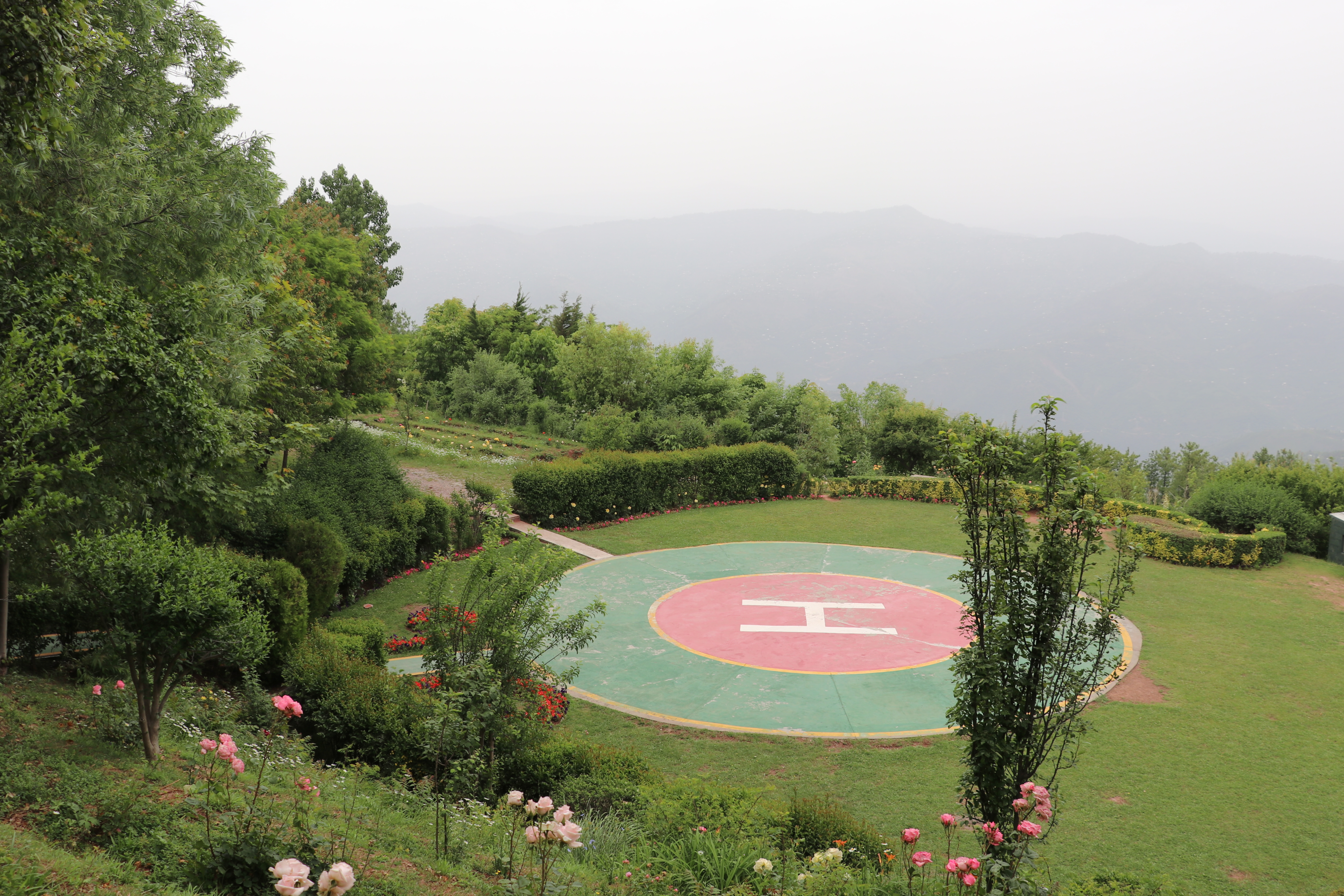
Lądowisko naziemne

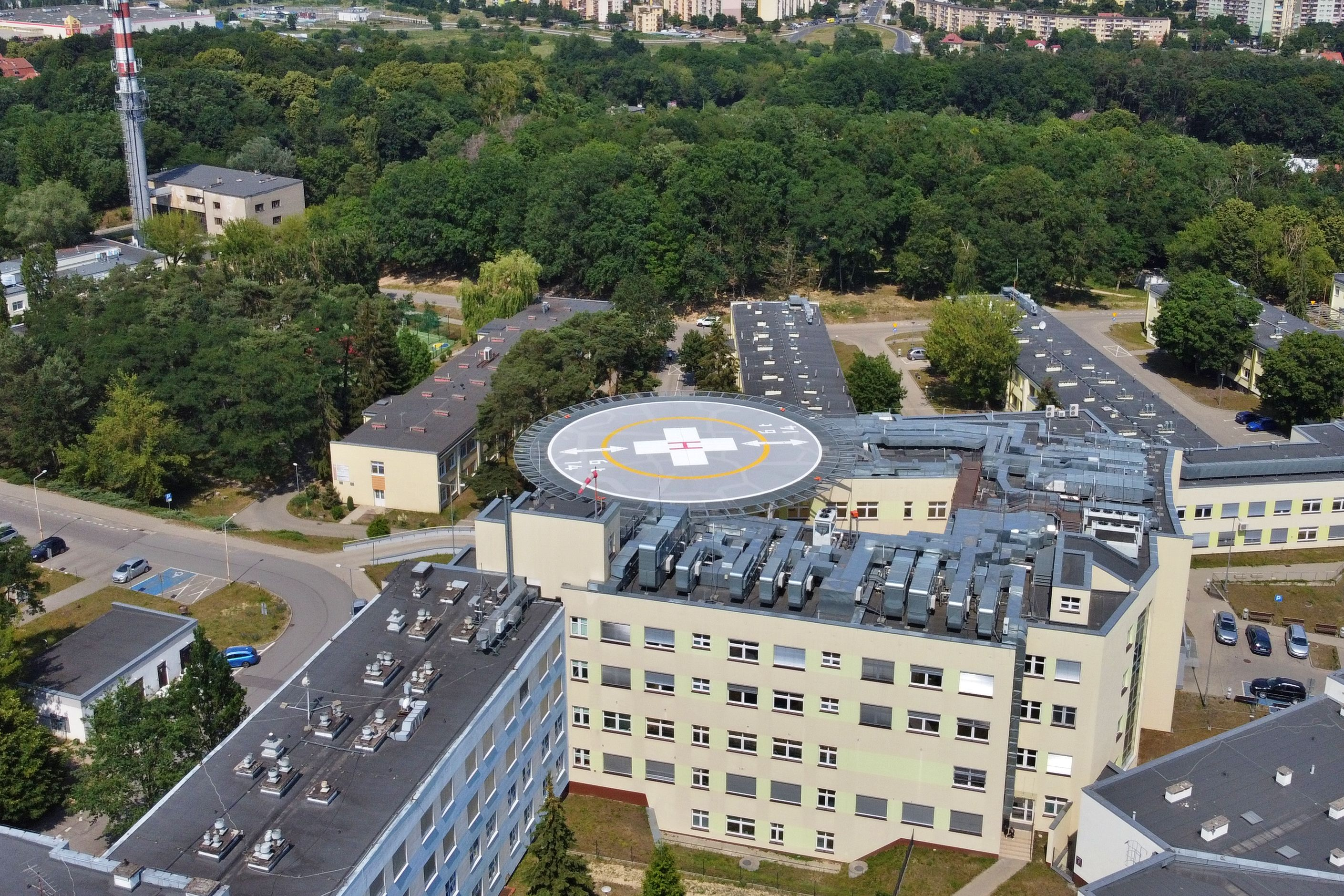
Lądowisko wyniesione

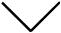
Znak taktyczny lądowiska

Lądowisko – obszar na lądzie, wodzie lub innej powierzchni, który może być w całości lub w części wykorzystywany do startów i lądowań naziemnego lub nawodnego ruchu statków powietrznych.
Zwykle wyposażone są w minimum urządzeń i obiektów pomocniczych.
Lądowiska dzielą się na:
- stałe
- tymczasowe (przygodne).

Ze względu na rodzaj obsługiwanych statków powietrznych dzieli się je na:
- samolotowe
- śmigłowcowe.

Ze względu na położenie względem ziemi, dzieli się je na:
- lądowiska naziemne
- lądowiska wyniesione.

## Lądowiska w Polsce
Ewidencję lądowisk w Polsce prowadzi Urząd Lotnictwa Cywilnego.
Według stanu na dzień 2.12.2022, w ewidencji tej znajdowało się 488 lądowisk. Wśród nich były 144 lądowiska samolotowe i 344 lądowiska śmigłowcowe. Większość lądowisk śmigłowcowych znajdowała się przy szpitalach (226 lądowisk) - pozostałe należały do osób prywatnych lub firm.  